# Tadeo Portales y Borda
Simón Tadeo Remigio Portales y Borda (Santiago de Chile, 1734 - Madrid, 1808), fue un noble chileno del siglo XVIII, que ostentó los títulos de VIII Conde de Villaminaya y Marqués de Tejares.

## Biografía
Nació en Santiago de Chile el 1 de octubre de 1734, en el seno de un distinguido y noble linaje originario de la villa de Lebrija, Sevilla, Reino de España, y asentado desde el siglo XVII en el Virreinato del Perú y en la Capitanía General de Chile, al servicio de la Corona.
Fue bautizado en el Sagrario de la iglesia Catedral Metropolitana de Santiago con los nombres de Simón Tadeo Remigio y sus padres fueron Francisco Esteban Portales y Meneses -hermano de José Alejo y de Diego Portales y Meneses- y la segunda mujer de éste, Catalina de Borda y Guerrero-Villaseñor. Fueron sus hermanos enteros a) Fray Diego Félix Portales y Borda, nacido en la misma ciudad en 1737, religioso recoleto franciscano, y b) Manuela Portales y Borda, fallecida en 1795, sin sucesión. Su medio hermano, único hijo del primer matrimonio de su padre con Josefa Bravo de Naveda y Gutiérrez-Cano, fue: a) Antonio Portales y Bravo de Naveda, nacido en Santiago de Chile en 1731 y fallecido en Chanqueahue en 1786, el que casó con Manuela Antonia de Madariaga y Palma', de quien tuvo descendencia. 
Tadeo Portales y Borda se educó en el Real Seminario del Santo Ángel de la Guarda de Santiago de Chile, al que ingresó en 1748. Fue VIII conde de Villaminaya, marqués de Tejares y señor de los Mayorazgos vinculados a dichos títulos, por haber contraído matrimonio en Santiago con su prima hermana Francisca de Paula Portales y Fernández de la Cuadra, VII condesa de Villaminaya y Marquesa de Tejares, VI condesa de Villaminaya y marquesa de Tejares, la que había obtenido Real Carta de Sucesión de dichos títulos de Castilla en 1787. Tadeo y Francisca no tuvieron descendencia.
Fue patrón de una Capellanía sobre la estancia de Viña del Mar. Más tarde se radicó en Madrid por largos años, donde otorgó testamento en 1806 ante el Escribano Mauricio Justo del Rincón, y a falta de sucesión, instituyó como su universal heredero a su sobrino nieto, José Santiago Portales y Larraín, falleciendo en 1808.